# Georg Stangl (Politiker, 1927)
Georg Stangl (* 9. April 1927 in Lanzendorf; † 8. Februar 2006 in Mistelbach) war ein österreichischer Politiker (SPÖ) und Lehrer. Er war von 1966 bis 1986 Abgeordneter zum Landtag von Niederösterreich.
Stangl besuchte nach der Volks- und Hauptschule die Lehrerbildungsanstalt in  Znaim und leistete zwischen 1944  und 1945 Arbeitsdienst ab. Danach wurde Stangl zum Militärdienst eingezogen und geriet in amerikanische bzw. sowjetische Kriegsgefangenschaft. Nach dem Ende des Krieges legte Stangl die Matura ab und trat in den Schuldienst ein. Daneben war er von 1955 bis 1981 als Gemeinderat in Mistelbach aktiv, zudem war er zwischen 1965 und 1966 als Vizebürgermeister aktiv. Stangl engagierte sich zudem zwischen 1972 und 1986 als Landesobmann der Kinderfreunde Österreich und vertrat die SPÖ zwischen dem 31. März 1966 und dem 18. Dezember 1986 im Niederösterreichischen Landtag. Des Weiteren war Stangl von 1979 bis 1986 Obmannstellvertreter des Finanzkontrollausschusses.